# Mount Martin National Park
Mount Martin National Park är en park i Australien. Den ligger i delstaten Queensland, omkring 830 kilometer nordväst om delstatshuvudstaden Brisbane. Arean är 21,7 kvadratkilometer.
Trakten runt Mount Martin National Park är nära nog obefolkad, med mindre än två invånare per kvadratkilometer.. Närmaste större samhälle är The Leap, omkring 19 kilometer öster om Mount Martin National Park.
Omgivningarna runt Mount Martin National Park är huvudsakligen savann. Genomsnittlig årsnederbörd är 1 268 millimeter. Den regnigaste månaden är mars, med i genomsnitt 354 mm nederbörd, och den torraste är september, med 10 mm nederbörd.